# アルブリー
アルブリー（カタルーニャ語: Arbolí）は、スペイン・カタルーニャ州タラゴナ県にあるムニシピオ（基礎自治体）。バッシ・カム郡に属している。カタルーニャ統計局によると、2012年の人口は113人。カスティーリャ語では同綴りでアルボリーのように発音。

## 歴史
アルブリーの起源はサラセン人がこの地に定住したことにさかのぼると考えられている。1263年にはこの地の地名がHerbulinoとして言及されており、後にはErbulioとして言及されている。しかし、現行の綴りであるArbolíが記録に登場するのはようやく1600年になってのことである。
当初アンテンサ（Entenza）男爵領に、後にプラーデス（Prades）伯爵領に属した。

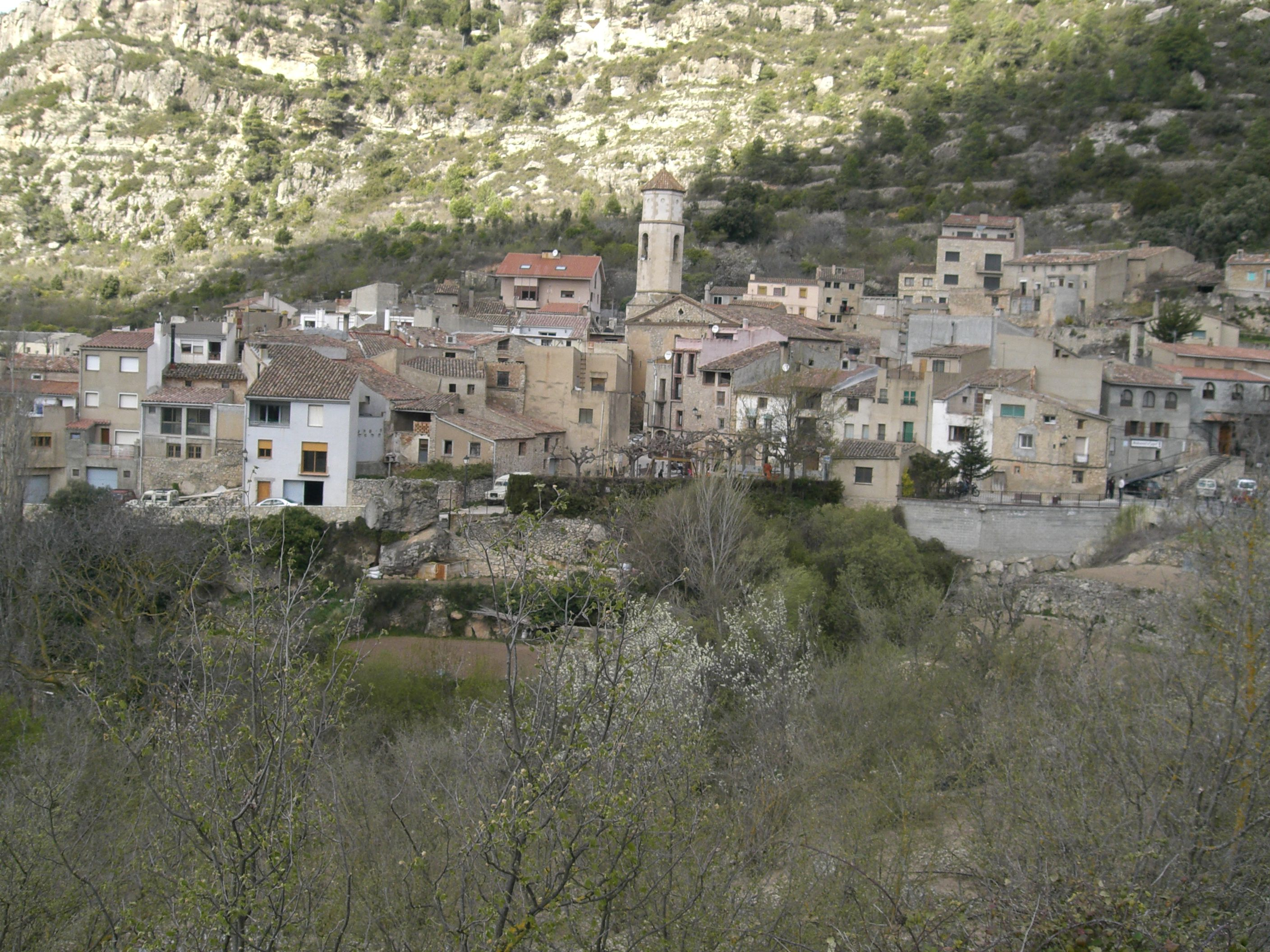

後のこの地はカルドーナ（Cardona）公爵の所領となり、その後メディナセーリ公爵（Ducado de Medinaceli）の手に渡った。そして1827年にはカルリスタの反乱に積極的に加わった。

## 人口
| アルブリーの人口推移 1900－2010                         |
|                                                         |
| 出典:INE（スペイン国立統計局）1900年 - 1991年、1996年 - |

## シンボル
2009年初頭アルブリーの紋章がカタルーニャ自治州政府（ジャナラリタ・ダ・カタルーニャ）によって正式に認可されなかった。
これを受けて自治体政府は背景に鐘楼を用いた3本の松に2本の木の枝とX字形の十字を添えたスタンプをシンボルとして用いた。

## 文化
教区教会はサン・アンドレスに献呈されている。建物は内陣と3つの身廊を持つ新古典様式で、わきに鐘楼を持つ。

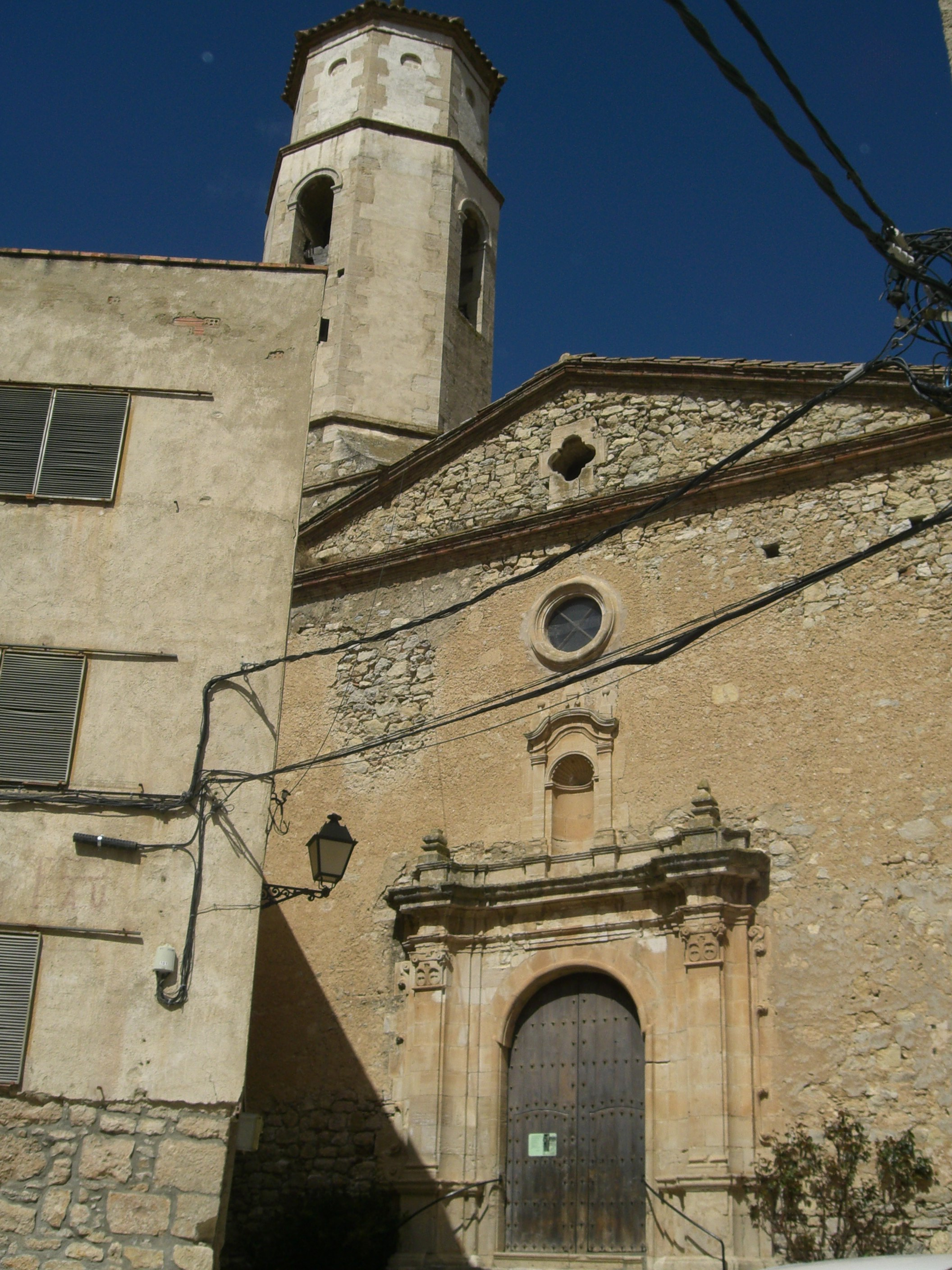
サン・アンドレス教区

アル・コルス（el Colls）地区にはサン・パウ礼拝堂（Ermita de Sant Pau）がある。17世紀に建造されたもので、一つの身廊と壁式鐘楼（espadaña）を持つ。

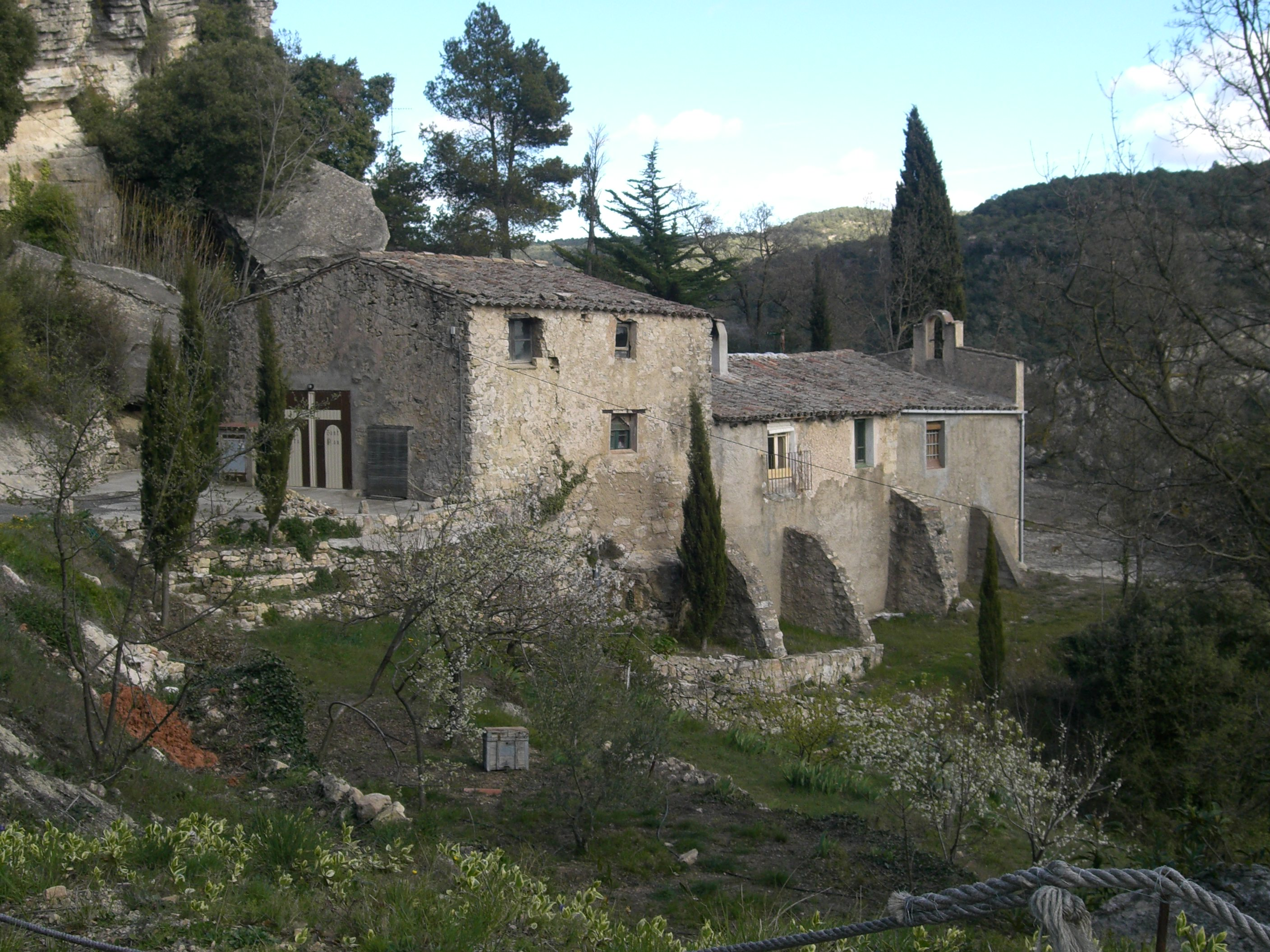
サン・パウ礼拝堂

ロス・カスティジェッホスは1950年から2001年までの間兵役学生の軍事教練駐屯地として使われた。
アルブリーでは10月の最初の週末に最も大きな祭りが祝われる。1月にはサン・パウの祭日に合わせて冬の祭日が祝われる。
アルブリーはプラーデス山地（Montañas de Prades）登山の重要地域のひとつとなっている。現在登山客のための避難施設はないが、将来のプラーデス山地自然公園の登山センターの建設が計画されている。

## 経済
この地の主要な産業は乾地農業で、ヘーゼルナッツが主要作物である。また、現在まで未採掘であるが2つの銅の鉱床が確認されている。また、かつて製紙と製粉のための施設があった。

## 政治
自治体首長はEsquerra-AMのジョルディ・ジュンコーザ・アルベリック（Jordi Juncosa Alberich）、自治体評議員は、Esquerra-AM：4、集中と統一（CiU）：1となっている（2011年5月22日の自治体選挙結果、信任投票方式のため投票結果は省略）。

### 司法行政
アルブリーはレウス司法管轄区に属す。